# La copa dorada
La copa dorada es una novela del escritor estadounidense Henry James publicada en 1904; narra la historia de un millonario norteamericano y su hija, cuyos respectivos cónyuges han sido amantes antes de contraer matrimonio con ellos, y que vuelven a serlo después.

## Argumento
Maggie Verver y su padre viudo, Adam, son dos norteamericanos residentes en Londres, dedicados a la vida de ocio refinado que la inmensa fortuna de Adam les permite. Maggie vuelve a encontrarse con su amiga Charlotte, bella y culta, pero sin dinero, y a través de unos amigos, el matrimonio Assingham, conoce a Amerigo, un príncipe italiano de rancio abolengo pero también sin medios de subsistencia. Padre e hija deciden volver a casarse, y sus respectivas parejas serán la joven Charlotte y el príncipe Amerigo, sin saber que ambos han sido amantes en el pasado.
Adam y Maggie continúan la misma vida de antes, haciéndose compañía y coleccionando obras de arte, a pesar de que ahora tienen otro vínculo que atender. Charlotte y Amerigo vuelven a ser amantes, pero Maggie comienza a sospechar de ambos, y una visita accidental a una tienda de antigüedades le proporcionará la prueba. En ella compra la copa dorada, un objeto de lujo que Charlotte quería haber regalado a Amerigo antes de que ambos contrajeran matrimonio, pero que éste rechazó por tener una fisura. 
Maggie comienza a desplegar una estrategia muy sutil para separar a los dos amantes. Hace frente a Amerigo y Charlotte, pero sin revelar que tiene pruebas de su adulterio, y poco a poco convence a su padre para que regrese a Estados Unidos con su mujer. La novela termina con Adam y Charlotte a punto de embarcar de regreso a su país.

## Claves
El gran acierto de la novela es el desarrollo de la trama a través de la conciencia de sus cuatro protagonistas, Maggie, Adam, Charlotte y Amerigo, lo que le da tanto profundidad como un ambiente claustrofóbico. La traición, la posesión y los celos, así como la manera en que cada personaje se enfrenta a ellos, hacen que la novela sea una de las más absorbentes del autor a pesar de su extensión.

## Versión fílmica
Al igual que ya hizo en el año 1984 adaptando para el cine Las Bostonianas, el director James Ivory, dirigió y adaptó La copa dorada (The Golden Bowl) con guion de la escritora Ruth Prawer Jhabvala. La cinta fue estrenada en el año 2001. Reparto: Nick Nolte, Uma Thurman, Kate Beckinsale, Jeremy Northam, Anjelica Huston,  Peter Eyre, James Fox y Madeleine Potter.